# ریکاردو لازبال
ریکاردو لازبال (انگلیسی: Ricardo Lazbal؛ زادهٔ) بازیکن فوتبال اهل آرژانتین است.
از باشگاه‌هایی که در آن بازی کرده‌است می‌توان به باشگاه فوتبال ریور پلاته اشاره کرد.